# アルベール・カーン
アルベール・カーン（Albert Kahn、1860年3月3日 - 1940年11月14日）は、フランスの実業家、銀行家である。
ドイツ、フランス国境のアルザス・バ＝ラン県マルムーティエでユダヤ系フランス人の貧しい家畜問屋の次男坊として生まれる。南アフリカの金鉱とダイヤモンド鉱への投機で莫大な財産を築き、1898年に自らの銀行を設立する。慈善目的に資産を使う意欲を持ち、「世界一周」と称する奨学金制度を創設し、仏・米・英・独・日の若者数十人を世界各地で見聞させた。
しかしドレフュス事件をきっかけに反ユダヤ感情が渦巻くと社会の表舞台から退き、『地球史料館』を設立。1908年から1930年にかけ私財をはたいて世界約50か国へ写真家を派遣、72,000点以上のカラー写真（オートクローム方式）や述べ183,000m、約100時間のフィルムを撮影した。
しかし1929年の世界恐慌により、徐々に経済状況が悪化。1936年に破産。私財がすべて差し押さえられ、晩年は無一文であった。自宅の庭だった庭園も公園として一般開放されたが、邸宅への居住は許され、見学者がいない時間帯には庭園の散歩もしていたという。
後に映像ライブラリーはフランスセーヌ県に買い取られ、現在はパリ西南・ブローニュにあるアルベール・カーン邸（アルベール・カーン博物館）で20世紀初頭の世界の貴重なカラー写真や映像ライブラリーを視聴できる。

## 日本との関係

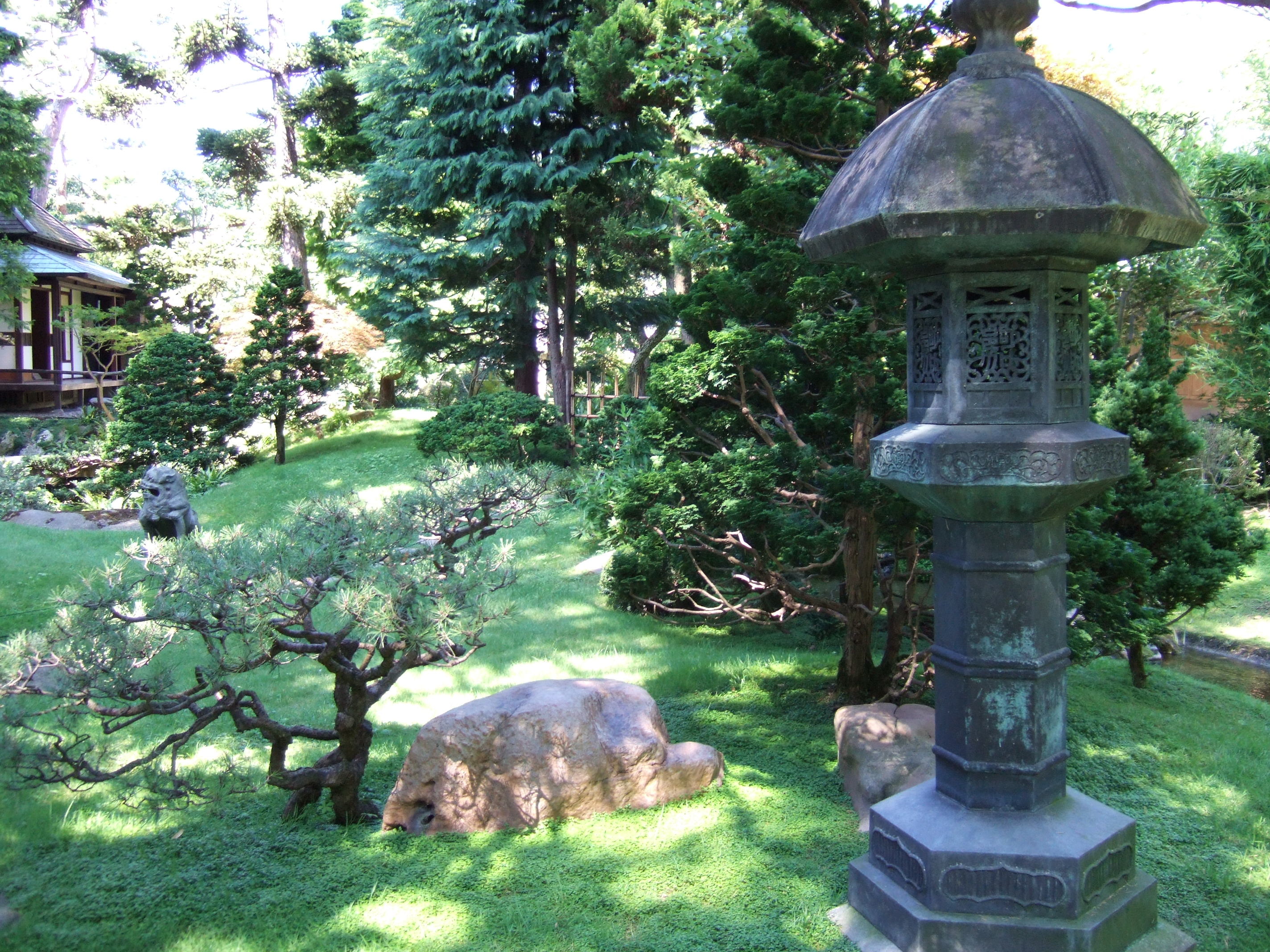
アルベール・カーン庭園の日本庭園

カーンが自分の銀行を設立した当初、露仏同盟と日英同盟が対抗関係にあった事からフランスから日本への投資はほとんど無かった（シャルル・ド・モンブランを参照）。しかし、フランス資本は国内で新規事業を開拓できる状態ではなかった。カーンは駐仏公使・本野一郎を通じて、発展著しい日本に投資をするという賭けに出た。このとき、明治時代の財界人や渋沢栄一、浅野総一郎、大倉喜八郎などと交友関係ができた。アルベール・カーン庭園には1898年に造られた日本庭園がある。
1908年12月、世界旅行中だったカーンはカメラマンのアルフレッド・デュテルトルを伴って日本を訪れた。この来訪は「地球映像資料館」の撮影取材も兼ねており、彼らは多彩な映像やカラー写真を記録した。
日本来訪時の映像には、当時のフランス大使と共に大隈重信邸を訪れて大隈本人を撮影したフィルムが残っている。また、フランスに在住していた北白川宮成久王・房子内親王夫妻とも親交があり、その縁で「地球映像資料館」の日本取材の際に北白川宮家を初めとした皇族の日常風景の撮影を許可された。